# Ричардсон, Лиза
Ли́за Анн Ри́чардсон (дат. Lisa Ann Richardson; род. 23 июня 1966, Скенектади, Нью-Йорк) — датская кёрлингистка и тренер по кёрлингу.

## Достижения
- Чемпионат мира по кёрлингу среди женщин: серебро (1998), бронза (1997, 2001).
- Чемпионат Европы по кёрлингу: золото (1994), серебро (1997, 2001), бронза (1998, 2003).
- Чемпионат Дании по кёрлингу среди женщин: золото (1995, 1996, 1997, 1998, 2000, 2001, 2003)[2].
- Чемпионат Дании по кёрлингу среди смешанных команд (англ. mixed curling): золото (1992, 1994, 2005)[3].

## Команды
| Сезон                                          | Четвёртый           | Третий            | Второй                 | Первый             | Запасной                                                        | Турниры                                          |
| ---------------------------------------------- | ------------------- | ----------------- | ---------------------- | ------------------ | --------------------------------------------------------------- | ------------------------------------------------ |
| 1994—95                                        | Хелена Блак Лаурсен | Дорте Хольм       | Маргит Пёртнер         | Хелене Йенсен      | Лиза Ричардсон                                                  | ЧЕ 1994                                          |
| 1994—95                                        | Хелена Блак Лаурсен | Дорте Хольм       | Хелене Йенсен          | Маргит Пёртнер     | Лиза Ричардсон                                                  | ЧДЖ 1995 · ЧМ 1995 (5 место)                     |
| 1995—96                                        | Хелена Блак Лаурсен | Дорте Хольм       | Хелене Йенсен          | Маргит Пёртнер     | Лиза Ричардсон                                                  | ЧДЖ 1996                                         |
| 1995—96                                        | Дорте Хольм         | Маргит Пёртнер    | Хелене Йенсен          | Лиза Ричардсон     | Хелена Блак Лаурсен тренер: Франтс Гуфлер (ЧЕ)                  | ЧЕ 1995 (5 место) ЧМ 1996 (7 место)              |
| 1996—97                                        | Дорте Хольм         | Маргит Пёртнер    | Хелене Йенсен          | Лиза Ричардсон     | Хелена Блак Лаурсен тренер: Франтс Гуфлер                       | ЧЕ 1996 (7 место)                                |
| 1996—97                                        | Хелена Блак Лаурсен | Дорте Хольм       | Маргит Пёртнер         | Лиза Ричардсон     | Трине Квист                                                     | ЧДЖ 1997                                         |
| 1996—97                                        | Хелена Блак Лаурсен | Маргит Пёртнер    | Дорте Хольм            | Лиза Ричардсон     | Яне Бидструп                                                    | ЧМ 1997                                          |
| 1997—98                                        | Хелена Блак Лаурсен | Дорте Хольм       | Маргит Пёртнер         | Лиза Ричардсон     | Лене Бидструп (ЧЕ) Трине Квист (ЧДЖ) тренер: Микаэль Квист (ЧЕ) | ЧЕ 1997 · ЧДЖ 1998                               |
| 1997—98                                        | Хелена Блак Лаурсен | Маргит Пёртнер    | Дорте Хольм            | Лиза Ричардсон     | Трине Квист тренер: Микаэль Квист                               | ЧМ 1998                                          |
| 1998—99                                        | Хелена Блак Лаурсен | Дорте Хольм       | Трине Квист            | Лиза Ричардсон     | Jeanett Syngre тренеры: Jørn Ravnholt, Олле Брудстен            | ЧЕ 1998                                          |
| 1999—00                                        | Лене Бидструп       | Малене Краусе     | Сусанна Слотсагер      | Авияя Петри        | Лиза Ричардсон тренер: Олле Брудстен                            | ЧЕ 1999 (6 место) · ЧДЖ 2000 · ЧМ 2000 (6 место) |
| 2000—01                                        | Лене Бидструп       | Малене Краусе     | Сусанна Слотсагер      | Авияя Лунд Нильсен | Лиза Ричардсон тренер: Олле Брудстен (ЧЕ), Франтс Гуфлер (ЧМ)   | ЧЕ 2000 (6 место) · ЧДЖ 2001 · ЧМ 2001           |
| 2001—02                                        | Лене Бидструп       | Сусанна Слотсагер | Малене Краусе          | Авияя Лунд Нильсен | Лиза Ричардсон тренер: Ханс Гуфлер (ЧЕ), Олле Брудстен (ЗОИ)    | ЧЕ 2001 · ЗОИ 2002 (9 место)                     |
| 2002—03                                        | Дорте Хольм         | Лене Бидструп     | Малене Краусе          | Лиза Ричардсон     |                                                                 | ЧДЖ 2003                                         |
| 2002—03                                        | Дорте Хольм         | Малене Краусе     | Дениз Дюпон            | Лиза Ричардсон     | Мария Поульсен тренер: Франтс Гуфлер                            | ЧМ 2003 (8 место)                                |
| 2003—04                                        | Дорте Хольм         | Малене Краусе     | Дениз Дюпон            | Camilla Hansen     | Лиза Ричардсон тренер: Яне Бидструп                             | ЧЕ 2003                                          |
| Кёрлинг среди смешанных команд (mixed curling) |                     |                   |                        |                    |                                                                 |                                                  |
| 1992                                           | Ульрик Шмидт        | Дорте Хольм       | Нильс Сиггорд Андерсен | Лиза Ричардсон     |                                                                 | ЧДСК 1992                                        |
| 1994                                           | Ульрик Шмидт        | Дорте Хольм       | Нильс Сиггорд Андерсен | Лиза Ричардсон     |                                                                 | ЧДСК 1994                                        |
| 2005                                           | Ульрик Шмидт        | Дорте Хольм       | Лассе Лаурсен          | Лиза Ричардсон     |                                                                 | ЧДСК 2005                                        |

(скипы выделены полужирным шрифтом)

## Результаты как тренера национальных сборных
| Год  | Турнир                                          | Сборная | Место |
| ---- | ----------------------------------------------- | ------- | ----- |
| 2017 | Чемпионат мира по кёрлингу среди ветеранов 2017 | Дания   | 5     |
| 2018 | Чемпионат мира по кёрлингу среди ветеранов 2018 | Дания   | 5     |

## Частная жизнь
Жена кёрлингиста и тренера Ульрика Шмидта.